# ズアオカモメ

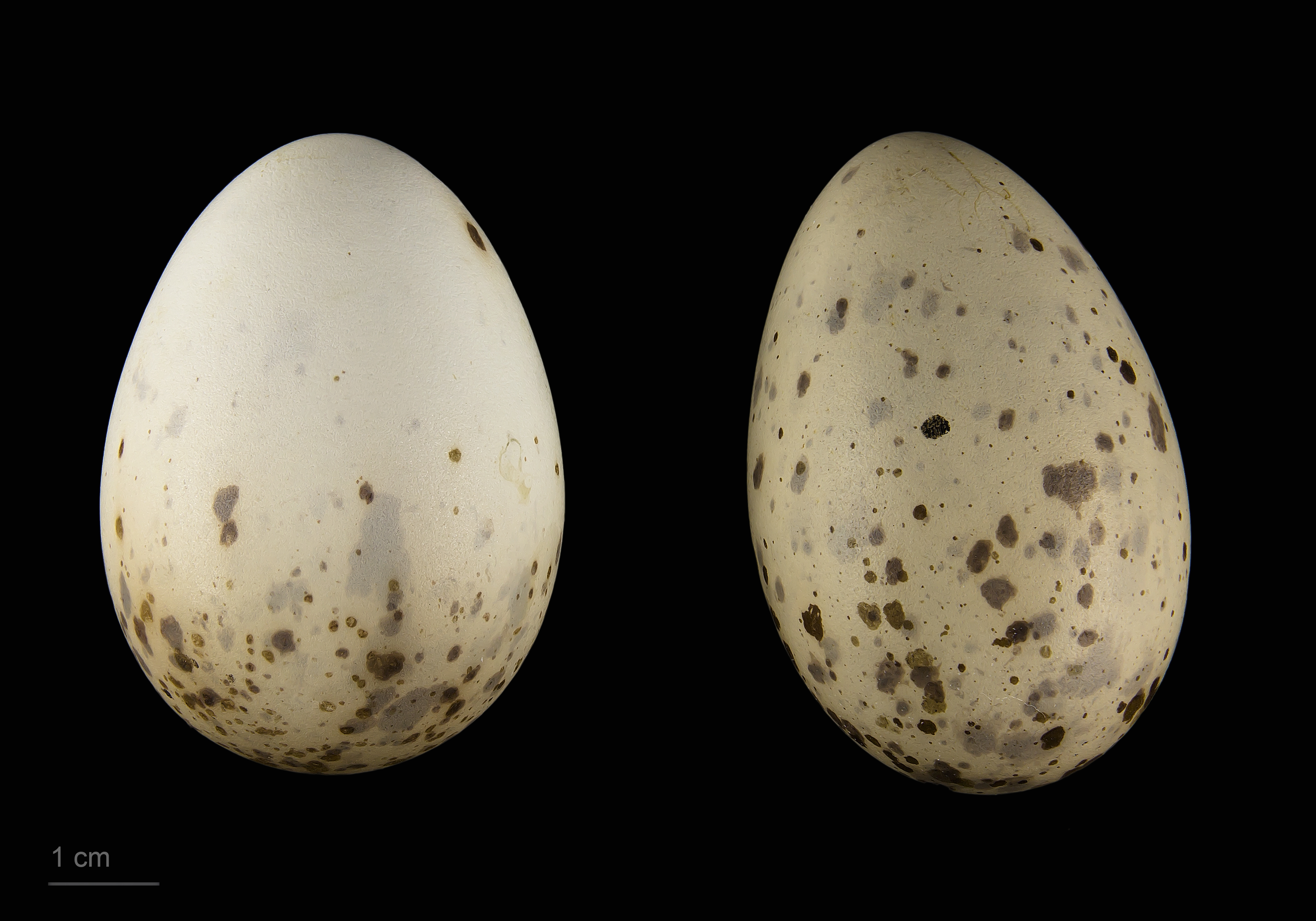
Chroicocephalus cirrocephalus

ズアオカモメ（学名:Chroicocephalus cirrocephalus）は、チドリ目カモメ科に分類される鳥類の一種。 